# ۱۸۸۲
۱۸۸۲ (میلادی) هزار و هشتصد و هشتاد و دومین سال تقویم میلادی است.

## زادگان
- ۲۵ ژانویه - ویرجینیا وولف، نویسندهٔ زن انگلیسی.
- ۲ فوریه - جیمز جویس، نویسندهٔ ایرلندی و برندهٔ جایزه نوبل ادبیات
- ۱۹ مه - محمد مصدق - دولت‌مرد ایرانی، نخست‌وزیر و معمار ملی شدن صنعت نفت ایران.
- ۱۹ نوامبر - شیخ عزالدین قسام: فعال سیاسی عرب.
- ۱ فوریه – لوئیز سنت لارنت، سیاست‌مدار، وکیل، و دیپلمات کانادایی (د. ۱۹۷۳)
- ۲۳ مارس – امی نوتر، ریاضی‌دان آلمانی (د. ۱۹۳۵)
- ۷ آوریل – کورت فن شلایشر، سیاست‌مدار آلمانی (د. ۱۹۳۴)
- ۱۳ آوریل – اوگوستن رنژوال، دوچرخه‌سوار اهل فرانسه (د. ۱۹۶۷)
- ۱۷ آوریل – آرتور اشنابل، آهنگساز و پیانیست اتریشی (د. ۱۹۵۱)
- ۲۱ آوریل – پرسی ویلیام بریجمن، فیزیک‌دان آمریکایی (د. ۱۹۶۱)
- ۱۳ مه – ژرژ براک، هنرمند، نقاش، و مجسمه‌ساز فرانسوی (د. ۱۹۶۳)
- ۲۰ مه – زیگرید اوندست، زبان‌شناس، نویسنده، و مترجم نروژی (د. ۱۹۴۹)
- ۱۵ ژوئن – ایان آنتونسکو، سیاست‌مدار و دیپلمات رومانییی (د. ۱۹۴۶)
- ۲۲ ژوئیه – ادوارد هاپر، نقاش آمریکایی (د. ۱۹۶۷)
- ۲۲ سپتامبر – ویلهلم کایتل، سرباز و سیاست‌مدار آلمانی (د. ۱۹۴۶)
- ۳۰ سپتامبر – جرج بنکرافت (بازیگر)، افسر و بازیگر آمریکایی (د. ۱۹۵۶)
- ۲۴ اکتبر – سیبیل تورندیک، بازیگر بریتانیایی (د. ۱۹۷۶)
- ۶ نوامبر – توماس اچ. اینس، بازیگر، تهیه‌کننده، فیلمنامه‌نویس، نویسنده، و کارگردان آمریکایی (د. ۱۹۲۴)
- ۸ نوامبر – اتل کلیتون، بازیگر آمریکایی (د. ۱۹۶۶)

## درگذشتگان
- ۱۹ آوریل - چارلز داروین، دانشمند و زیست‌شناس انگلیسی و بنیانگذار نظریهٔ تکامل
- ۲۳ سپتامبر - فریدریش وهلر، شیمی‌دان آلمانی
- ۱۳ اکتبر - آرتور دو گوبینو، نویسنده و سیاستمدار فرانسوی
- ۷ ژانویه – ایگناسی لوکاسیویچ، شیمی‌دان لهستانی (ز. ۱۸۲۲)
- ۲۴ مارس – هنری وادزورث لانگ‌فلو، نویسنده و شاعر آمریکایی (ز. ۱۸۰۷)
- ۲ ژوئن – جوزپه گاریبالدی، سیاست‌مدار ایتالیایی (ز. ۱۸۰۷)
- ۱۶ ژوئیه – مری تاد لینکلن، سیاست‌مدار آمریکایی (ز. ۱۸۱۸)
- ۸ سپتامبر – ژوزف لیوویل، ریاضی‌دان، سیاست‌مدار، و مهندس فرانسوی (ز. ۱۸۰۹)